# Заболотье (Межевской район)
Заболотье — деревня в Межевском муниципальном округе Костромской области России. До 2021 года входила в состав Георгиевского сельского поселения.

## География
Деревня находится в северо-восточной части Костромской области, в подзоне южной тайги, к востоку от автодороги 34К-167, на расстоянии приблизительно 16 километров (по прямой) к северо-востоку от села Георгиевского, административного центра района. Абсолютная высота — 190 метров над уровнем моря.

### Климат
Климат характеризуется как умеренно континентальный, с продолжительной холодной многоснежной зимой и коротким сравнительно тёплым летом. Средняя температура воздуха самого холодного месяца (января) — −12 °C; самого тёплого месяца (июля) — 18 °C. Безморозный период длится около 100—130 дней. Продолжительность вегетационного периода составляет примерно 110—140 дней. Годовое количество атмосферных осадков — 560 мм, из которых большая часть выпадает в тёплый период.

### Часовой пояс
Деревня Заболотье, как и вся Костромская область, находится в часовой зоне МСК (московское время). Смещение применяемого времени относительно UTC составляет +3:00.

## Население
| 2008 | 2010 | 2014 |
| ---- | ---- | ---- |
| 1    | ↘0   | →0   |

### Национальный состав
Согласно результатам переписи 2002 года, в национальной структуре населения русские составляли 100 % из 3 чел.